# 世れんか
世 れんか（せい れんか、本名: 原田 公子（はらだ きみこ）、 1951年1月30日 - 1980年4月3日 ）は、宝塚歌劇団月組男役生徒。後述の病気により在団中に死去した。
東京都大田区出身。調布学園出身。身長163センチ、愛称ハム（ちゃん）。

## 来歴・人物
1968年4月、宝塚音楽学校に入学した。芸名は先輩・郷ちぐさが『一世一代の恋歌（＝れんか）』から命名した。
1970年、56期生として宝塚歌劇団に入団した。同期には元専科の萬あきら、女優の麻実れい、東千晃、城月美穂、歌手の小柳ルミ子（当時は夏川るみ）らがいる。雪組公演『四季の踊り絵巻／ハロー!タカラヅカ』で初舞台を踏む。宝塚入団時の成績は70人中56位。1971年3月8日に雪組配属されていたが、1974年に月組へ組替した。
同期で組子同士となった条はるきらと新進男役スターとして注目されるも当時の男役としては小柄であったことや、容貌を生かし男役のみならず娘役としても起用されスターダムに乗った。
また外部出演のキャリアも積んだ。1976年、関西テレビのドラマ『それぞれの出発』に準主役級で出演した。
1980年『アンジェリク』/『仮面舞踏会』東京宝塚劇場公演千秋楽（4月30日付）で退団することが劇団から発表された。首にできたしこりの治療などで知り合い、交際を続けていた医師と同年6月結婚することが決まったためだった。
退団発表前後から著しい体調不良に悩まされ、1・2月の大劇場公演を無事終えたものの、直後の2月下旬（東京公演の稽古期間中）に倒れ、骨髄腫瘍と診断された。
劇団を通し東京公演の全日程休演を発表し療養に専念したが、4月3日に死去した。29歳没。この日は『アンジェリク』～東京公演初日が開催されていた。宝塚でも宝塚歌劇団68期生受験（二次試験）中で多くの受験生などの宝塚ファンが集まっていた。
葬送の際、世の遺体を乗せた霊柩車が宝塚大劇場の周囲を一周したという逸話もある。

## 宝塚歌劇団時代の主な舞台出演

### 雪組時代
- 1971年9月、『江戸ッ子三銃士』新人公演：新助（本役：上條あきら）／『サンライズ・アゲイン』
- 1973年2月、『れんげ草』杉作／『愛のラプソディ』
- 1974年2月、『花聟くらべ』紙乃パア乃丞／『ロマン・ロマンチック』
- 1974年5月、『若獅子よ立髪を振れ』間瀬源七郎、新人公演：岡本誠次郎（本役：順みつき）／『インスピレーション』

### 月組時代
- 1975年3月、『春の宝塚踊り』／『ラムール・ア・パリ』新人公演：ピエール（本役：江夏淳）
- 1975年9月、『ザ・タカラヅカ』（ヨーロッパ公演）
- 1976年9月、『ザ・タカラヅカ』（全国ツアー）
- 1976年11月、『紙すき恋歌』／『バレンシアの熱い花』アントニオ、新人公演：ラモン・カルドス（本役：順みつき）
- 1977年3月、『風と共に去りぬ』フィル・ミード、新人公演：スカーレット・オハラ（本役：順みつき）　＊新人公演初ヒロイン
- 1977年9月、『わが愛しのマリアンヌ』エリーズ／『ボーイ・ミーツ・ガール』
- 1978年2月、『風と共に去りぬ』（中日）フィル・ミード
- 1978年6月、『マリウス』（バウ）ファニー
- 1978年8月、『隼別王子の叛乱』中彦王子、八束穂[2]／『ラブ・メッセージ』
- 1978年10月、『風と共に去りぬ』（全国ツアー）スカーレットⅡ
- 1979年2月、『日本の恋詩』／『カリブの太陽』皇太子
- 1979年3月、『榛名由梨ゴールデン・タイム』（バウ・中日・東宝）
- 1979年6月、『春愁の記』童／『ラ・ベルたからづか』
- 1979年9月、『恋とかもめと六文銭』（バウ）ジュリア
- 1979年11月、『バレンシアの熱い花』マルコス／『ラ・ベルたからづか』（東宝）
- 1980年1月、『アンジェリク』サラ／『仮面舞踏会』（宝塚のみ）

## 関連図書
- 『サヨウナラ宝塚―タカラジェンヌ世れんかの短くも華麗な生涯』(ISBN: 978-4885190476)
  - 下瀬直子著、中日出版社より1987年7月発行（現在は絶版）
  - スター級として活躍、幸福の絶頂から一転、病魔に倒れた生涯をつづった。